# Oviri
Oviri (« sauvage » en tahitien) est une sculpture en grès de Paul Gauguin réalisée en 1894 dans l'atelier du céramiste Ernest Chaplet, peu avant son départ pour les îles Marquises. Dans la mythologie tahitienne, Oviri est la déesse du deuil. Le thème dOviri est la mort, le sauvage, le farouche. Elle est représentée avec de longs cheveux clairs, le regard perçant, trônant sur le corps d'une louve mort, écrasant son louveteau. Elle a été vendue en 1905, deux ans après la mort de l'artiste à Gustave Fayet, un collectionneur.
Elle est aujourd'hui conservée au Musée d'Orsay, à Paris, tandis qu'une version en bronze décore la tombe de l'artiste en Polynésie française.

## Contexte
Initialement peintre, Gauguin s'initie à la sculpture dès 1886 sur les préceptes du céramiste Ernest Chaplet. Les deux artistes se rencontrent par l'intermédiaire de Félix Bracquemond qui, inspiré par la nouvelle poterie française, expérimente la question de formes. C'est au cours de l'hiver 1886-1887 que Gauguin visite l'atelier de Chapelet, rue de Vaugirard. Là, ils travaillent ensemble sur la réalisation de pots en céramiques décorés.
Gauguin se rend à Tahiti pour la première fois en 1891 et, attiré par la beauté de la femme tahitienne, se lance dans la réalisation d'une série de masques-portraits sculptés sur papier. Ces derniers représentent la mélancolie, la mort évoquant l'état de faaturuma (mélancolie) - autant de thèmes que l'on retrouve plus tard dans Oviri. Les premières gravures sur bois de Gauguin seront réalisées sur du bois de goyave mais ce dernier est friable et les gravures ne seront donc qu'éphémères. 
Il achève Oviri à l'hiver 1894 à son retour de Tahiti and soumet son œuvre au Salon de la Société Nationale des Beaux-Arts de 1895. Il existe deux versions : en 1920, Charles Morice affirme que Gauguin a été "littéralement expulsé" de l'exposition ; Ambroise Vollard en 1937, quant à lui, écrit qu'Oviri n'a été accepté seulement lorsque Chaplet lui-même a menacé de ne pas exposer ses propres œuvres par solidarité. Selon Bengt Danielsson, Gauguin cherchait à accroître sa visibilité et a donc profité de cette occasion pour écrire une lettre d'indignation à Le Soir, déplorant le statut des céramistes et leur considération.
À la fin de l'année 1897, Vollard écrit à Gauguin et lui suggère de couler ses statues en bronze. 

## Description
Oviri a de longs cheveux blonds ou gris jusqu'aux pieds. Sa tête et ses yeux sont disproportionnés, très larges par rapport au reste de son corps. Elle tient, au niveau de la hanche, un louveteau, symbole de son indifférence et de son pouvoir sauvage. On ne sait pas clairement si elle étrangle ce dernier ou, au contraire, si elle le caresse mais sa posture invoque l'idée du sacrifice, de l'infanticide et de l'archétype de la mère vengeresse, inspirée par l'œuvre du peintre Eugène Delacroix Médée tuant ses enfants. Le second animal, probablement un loup également, est à ses pieds, en position de soumission voire de mort. Les historiens de l'Art, et notamment Sue Taylor, s'accordent à dire que ce second loup est la représentation de Gauguin lui-même.
L'association de la femme et du loup est inspirée d'une remarque faite par Edgar Degas lors de l'exposition Durand-Ruel de 1893 où les œuvres de Gauguin sont hautement décriées. Ce dernier cite la fable Le Chien et le Loup de La Fontaine, traditionnellement évoquée pour parler du fait que la liberté n'a de prix ni d'égal : "Voyez-vous, Gauguin est le loup". Dans Oviri, le loup adulte, le Gauguin européen, se meurt tandis que le louveteau lui, le Gauguin de Tahiti, survit.

## Interprétation(s)
Les historiens de l'Art ont mis en avant de multiples interprétations quant à l'œuvre de Gauguin et la pluralité de sa signification. L'interprétation la plus évidente est qu'Oviri en appelle aux thèmes de la mort et la superstition - thèmes chers aux légendes tahitiennes. Oviri est la représentation de la vision de Gauguin sur la sexualité féminine; l'art du XIXe siècle associait très souvent une chevelure longue à la notion de féminité absolue. Là, Gauguin casse les codes et fait d'Oviri l'image d'une déesse violente et assoiffée de sang. 

### Une divinité tahitienne
Gauguin humanise via Oviri la déesse polynésienne Hina, décrite par Morice comme l'égale de la déesse romaine de la chasse Diane empoignant un louveteau et "monstrueuse et majestique, ivre de gloire, rage et douleur". En 1894, il intitule Oviri son autoportrait de plâtre : l'original est perdu mais de nombreux moulages de bronze demeurent. Il utilise des doubles miroirs pour représenter au mieux son apparence et ses traits incas. Cet autoportrait de plâtre reprend sa céramique Cruche en forme de tête. C'est d'ailleurs via cette œuvre que Gauguin utilise pour la première fois le terme Oviri pour s'autoreprésenter. "Gauguin se décrit parfois comme Oviri, le sauvage..." écrit Merete Bodelsen. La version stuttargtoise de 1892 de sa peinture sur huile E haere oe i hia (Où vas-tu?) représente d'ailleurs une femme serrant un louveteau. Pollitt souligne que cette représentation sculpturale et androgyne donne un premier aperçu de ce que sera la sculpture Oviri. 
Oviri est le titre d'une chanson traditionnelle tahitienne - une ballade mélancolique traitant des thèmes de l'amour, du désir et dépeignant son sujet comme "sauvage et insensible". C'est l'amour de deux femmes silencieuses et froides l'une pour l'autre qui y est raconté. Gauguin en traduit le couplet dans son journal romanesque Noa Noa ("parfum" en tahitien) - projet où il entend faire l'analyse de son expérience à Tahiti et qu'il accompagne d'une série de gravures sur bois. C'est la seule de ses chansons qui paraîtra dans le journal tahitien Les Guêpes quand il deviendra éditeur. Selon Danielsson, cette chanson fait écho au double-attachement que Gauguin a pour sa femme danoise Mette et sa jeune vahiné ("femme" en tahitien) Teha'amana, son épouse autochtone. 

### L'expérience coloniale
Dans Noa Noa, il est fait le récit d'un périple dans les montagnes en compagnie d'un jeune homme que Gauguin pense asexué et qui le mène à méditer sur la question de "la part androgyne du sauvage". Ben Pollitt soulève le fait que dans la culture tahitienne ni l'artiste/l'artisan, ni le guerrier/le chasseur ni l'architecte/l'hôte ne sont androgynes - un statut de genre ambigu qui en appelle à la nature subversive de Gauguin. 
Noa Noa est une partie des expériences de Gauguin en tant que voyageur colonial à Tahiti entre 1891 et 1893. Il utilise le terme "Noa Noa" pour la première fois pour décrire l'odeur d'une femme tahitienne. "Un parfum à moitié animal, à moitié végétal émanait d'elles ; le parfum de leur sang mêlé à celui des fleurs de Tiaré qu'elles portaient dans leurs cheveux". À son retour à Paris en 1893, Gauguin appréhende à l'idée d'exposer ses œuvres tahitiennes. Noa Noa lui permet de contextualiser et expliquer à son public les nouveaux contours de son art au cours de l'exposition Durand-Ruel. Malheureusement, cet ouvrage n'est pas terminé à temps pour l'inauguration de l'exposition. 

### Un autoportrait
Gauguin a demandé que l'on dispose Oviri sur sa tombe, ce qui semble indiquer qu'il voit en cette représentation son alter ego. Selon Mathews, il perçoit le loup comme versatile, à son image, et ainsi symbole d'une sexualité dangereuse. Un certain nombre de sources indiquent que Gauguin souffre de la syphilis, maladie l'empêchant de revenir à Tahiti plusieurs mois durant. Matthews analyse l'orifice d'Oviri comme la synecdoque de la femme qui l'a infecté. 
L'anthropologiste néerlandais Paul van der Grijp voit en Oviri une épithète destiné à renforcer l'idée que Gauguin est un "sauvage civilisé". Dans sa dernière lettre à Morice, Gauguin écrit "Tu avais tort le jour où tu as dis que j'avais moi-même tort de dire que j'étais un sauvage. C'est pourtant vrai : je suis un sauvage. Et les gens civilisés le ressente. Dans mon œuvre, il n'y a rien qui ne puisse surprendre ou déroute, hormis le fait que je suis un sauvage malgré moi. Et c'est aussi pourquoi mon travail est inimitable."

## Accueil et influence
Qu'il soit ou non exposé au Salon de la Nationale, Oviri est prévue pour l'être au café d'un certain Lévy, situé au 57 rue Saint-Lazare. Gauguin avait conclu avec de dernier que son œuvre devait être exposée avant son dernier voyage pour Tahiti. N'étant pas vendue, Oviri ne parvient pas non plus à être achetée pour devenir propriété de l'état français, ce malgré les efforts de Charles Morice pour une levée de fonds publics. Gauguin était persuadé que le seul potentiel intéressé serait Gustave Fayet, qui l'a effectivement acheté pour la somme de 1 500 francs mais ce en 1905, après la mort de Gauguin.
Gauguin est célébré par l'Avant-garde parisienne à l'issue des expositions rétrospectives posthumes au Salon d'Automne, en 1903 et 1906. Le pouvoir transparaissant de son œuvre inspire largement Les Demoiselles d'Avignon (1907). Selon David Sweetman, Picasso devient aficionado de Gauguin dès 1902, lorsqu'il se lie d'amitié avec Paco Durrio, céramiste et sculpteur espagnol expatrié. Durrio était un ami et soutien de Gauguin à Paris, notamment lorsque ce dernier est ruiné et coincé à Tahiti. 
En 2006, une version en bronze d'Oviri est vendue aux enchères au Christie's de New-York pour 251 200 dollars US.

## Expositions
- Le Cubisme, Centre national d'art et de culture Georges-Pompidou, Paris, 2018-2019.

## Liens externes

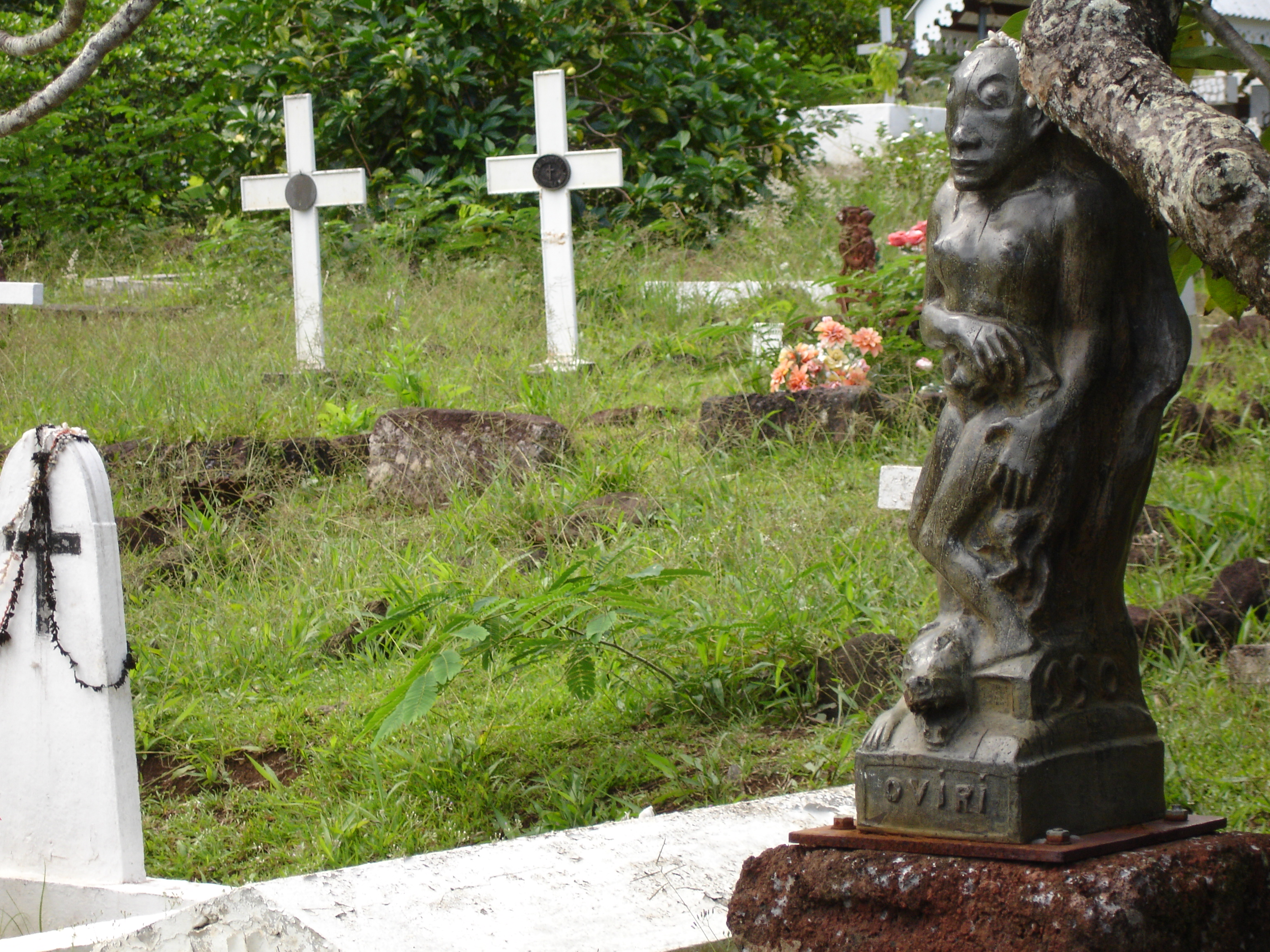
Bronze dOviri sur la tombe de Paul Gauguin